# Títulos do Santos Futebol Clube
Esta é uma lista que reúne as conquistas do Santos Futebol Clube.

## Futebol

### Títulos oficiais
| HONRARIAS         | HONRARIAS                                          | HONRARIAS | HONRARIAS |
|                   | Competição                                         | Títulos   | Temporadas |
| ----------------- | -------------------------------------------------- | --------- | --- |
|                   | Quádrupla Coroa                                    | 2         | 1962 e 1963 |
|                   | Tríplice Coroa                                     | 2         | 1964 e 1968 |
|                   | 5º Maior Clube do Século da FIFA                   | 1         | 2000 |
|                   | Melhor Clube da América do Sul pelo Século da FIFA | 1         | 2000 |
| MUNDIAIS          |                                                    |           | |
|                   | Competição                                         | Títulos   | Temporadas |
|                   | Copa Intercontinental                              | 2         | 1962 e 1963 |
| INTERCONTINENTAIS |                                                    |           | |
|                   | Competição                                         | Títulos   | Temporadas |
|                   | Recopa dos Campeões Intercontinentais              | 1         | 1968 |
| CONTINENTAIS      |                                                    |           | |
|                   | Competição                                         | Títulos   | Temporadas |
|                   | Copa Libertadores da América                       | 3         | 1962, 1963 e 2011 |
|                   | Recopa Sul-Americana                               | 1         | 2012 |
|                   | Copa CONMEBOL                                      | 1         | 1998 |
| NACIONAIS         |                                                    |           | |
|                   | Competição                                         | Títulos   | Temporadas |
|                   | Campeonato Brasileiro                              | 8         | 1961, 1962, 1963, 1964, 1965, 1968, 2002 e 2004                                                                                     |
|                   | Copa do Brasil                                     | 1         | 2010 |
|                   | Campeonato Brasileiro - Série B                    | 1         | 2024 |
| INTERESTADUAIS    |                                                    |           | |
|                   | Competição                                         | Títulos   | Temporadas |
|                   | Torneio Rio–São Paulo                              | 5         | 1959, 1963, 1964, 1966 e 1997 |
| ESTADUAIS         |                                                    |           | |
|                   | Competição                                         | Títulos   | Temporadas |
|                   | Campeonato Paulista                                | 22        | 1935, 1955, 1956, 1958, 1960, 1961, 1962, 1964, 1965, 1967, 1968, 1969, 1973, 1978, 1984, 2006, 2007, 2010, 2011, 2012, 2015 e 2016 |
|                   | Copa Paulista                                      | 1         | 2004 |

 Campeão Invicto

### Outros títulos
Internacionais
- Torneio Internacional da FPF: 1956;
- Torneio Naranja: 1959;
- Troféu Teresa Herrera: 1959;
- Trofeu Dr. Mario Echandi: 1959;
- Torneio Pentagonal do México: 1959;
- Troféu Gialorosso: 1960;
- Torneio de Paris: 1960, 1961;
- Torneio Triangular da Costa Rica: 1961;
- Torneio Itália: 1961;
- Torneio Pentagonal de Guadalajara: 1961;
- Torneio Internacional de Santiago: 1965, 1968, 1970 e 1977;
- Torneio Quadrangular de Buenos Aires: 1965;
- Torneio de Caracas: 1965;
- Torneio de Nova York: 1966;
- Torneio Triangular de Florença: 1967;
- Torneio Octogonal do Chile (Taça Nicolau Moran): 1968;
- Torneio Pentagonal de Buenos Aires: 1968;
- Torneio Triangular da Guatemala: 1970;
- Torneio Triangular de Kingston: 1971;
- Torneio Triangular do México: 1977;
- Troféu Cidade de Sevilla: 1980;
- Torneio Cidade de Pamplona: 1983;
- Torneio Vencedores da América: 1983;
- Copa Kirin: 1985;
- Torneio Cidade de Marseille: 1987;
- Super Copa Americana: 1990;

Nacionais
- Taça dos Campeões Rio–São Paulo: 1956;
- Copa Denner: 1994;
- Torneio de Verão: 1996;
- Quadrangular de Belo Horizonte: 1951;
- Torneio Governador da Bahia: 1975;
- Torneio Amazônia: 1968;
- Torneio de Cuiabá: 1969;

Estaduais
- Torneio Início Paulista: 1926,1928, 1937, 1952 e 1984;
- Torneio Estado de São Paulo: 1970;
- Torneio Taça Cidade de São Paulo: 1949;
- Torneio Laudo Natel: 1975;
- Taça das Taças: 1948;
- Taça San-São: 1956;
- Taca Torneio de Classificação: 1956;
- Campeonato Paulista de Segundos Quadros: 1935;
- Campeonato Paulista de Aspirantes: 1961;

Municipais
- Campeonato Santista : 1913, 1915 e 1929(Time Aspirantes);
- Taça Cidade de Santos : 1926, 1948*, 1955, 1995 e 1997;
- Torneio Início Santista : 1930(Time aspirantes);
- Taça Santos : 1952;
- Trofeu Rubens Ulhoa Cintra : 1967;

Outras taças
- Taça Comemorativa : 1912, 1934, 1937, 1938, 1946, 1950, 1955, 1988 e 1991;
- Taça Festiva Esportiva Edu Chaves: 1913;
- Troféu Tymbira : 1915;
- Troféu Antártica : 1917 e 1929;
- Taça Baby : 1917;
- Taça Sudan : 1918;
- Taça Vanodiol : 1918;
- Taça “A Leoneza” : 1918;
- Taça Associação Atlética Portuguesa : 1919;
- Taça Câmara Municipal de Santos : 1919;
- Taça Remington : 1920;
- Taça Fraternidade : 1920;
- Taça Sociedade Beneficente Síria de Santos : 1921;
- Troféu “A Nota” : 1922;
- Taça Castelães : 1922;
- Taça Confeitaria São Bento : 1923;
- Taça Zenith : 1923;
- Taça Prefeitura Municipal de Santos : 1925;
- Taça Jafet : 1925;
- Taça Dr. Guilherme Guinle : 1925;
- Taça Dr. Antonio Ulhôa : 1926;
- Taça José de Souza Dantas : 1926;
- Taça João Cantuária : 1926 e 1927;
- Taça A Tribuna : 1926 e 1958;
- Troféu Dr. Moreira Garcez : 1926;
- Taça Cruz Azul : 1927;
- Troféu A Vitória : 1927;
- Taça Dr. Guilherme Gonçalves : 1927 e 1929;
- Taça Dr. Francisco Negreiros Reinaldo : 1927;
- Taça Joalheria Montandon : 1927;
- Taça América : 1927;
- Taça Doutora Rosa Gonçalves : 1928;
- Taça Cigarros Gato Preto : 1928;
- Taça Empresas Água Itororó : 1929;
- Troféu Dr. Antonio Carlos : 1929;
- Taça Galeria das Sedas : 1929;
- Troféu da Prefeitura de Salvador : 1929 e 1939;
- Troféu da Companhia Aliança da Bahia : 1929;
- Taça da Liga Baiana : 1929;
- Taça Governador Vidal Lemos : 1929;
- Taça José Saraiva : 1930;
- Taça Cruz Vermelha de Santos : 1930;
- Taça Cidade de Mogi das Cruzes : 1930;
- Taça Guaraná Itororó : 1931;
- Taça Morse : 1931;
- Taça Fausto de Oliveira : 1931;
- Taça Associação Atlética Brasil : 1933;
- Taça Casella : 1935;
- Taça Carlos de Barros : 1936;
- Taça Aliança da Bahia : 1936;
- Taça Sul-America Seguros de Vida : 1936;
- Taça Prefeitura Municipal : 1936;
- Taça Companhia Construtora Universal : 1936;
- Taça Governador do Estado da Bahia : 1936;
- Taça Torcedores Amparenses : 1937;
- Taça “A Preferida” : 1938;
- Taça Cia Cervejaria Brahma : 1939;
- Taça Adolpho : 1939;
- Taça Mazzano : 1939;
- Taça Alcibíades Rizzo : 1940;
- Taça Sonata : 1942;
- Troféu Samaritanas : 1943;
- Taça Santa Casa de Ribeirão Preto : 1944;
- Taça Athiê Jorge Cury : 1945;
- Taça Café : 1945;
- Taça Dr. Ulisses Guimarães : 1945;
- Taça Sálvio Pacheco : 1946;
- Troféu Giusfredo Santini : 1950;
- Taça IV Centenário de São Bernardo do Campo : 1953;
- Troféu Liga Arequipa : 1955;
- Troféu Mayor Luis Garmendia Bravo : 1955;
- Troféu Independência/Prefeitura de Santo André : 1956;
- Troféu Fraternidade/Aniversário do Jabaquara : 1956;
- Troféu Vinho Castro : 1957;
- Taça Cidade de Curitiba : 1957;
- Taça do AFC (Café Cimo) : 1958;
- Taça João Citro : 1959;
- Troféu “Ao Glorioso” : 1959;
- Troféu Duque de Caxias : 1964;
- Troféu “Bola de Ouro” : 1965;
- Troféu Lions Clube : 1965;
- Troféu Lima : 1966;
- Troféu Humberto Nuñes Borja : 1966;
- Troféu II Progresso : 1966;
- Taça Paul Revere do Banco de Boston : 1968;
- Troféu Dr. Antônio Ermínio de Moraes : 1968;
- Taça de Prata Rivilla : 1969;
- Taça Banco Standard Totta : 1969;
- Taça Rolando D. Marussi : 1970;
- Troféu Toronto City Soccer Club : 1970;
- Troféu F.Y.D Alberto Cañas : 1970;
- Troféu Cidade de Goiânia : 1970;
- Troféu Colosso da Lagoa : 1970;
- Troféu NASL : 1970;
- Taça da Embaixada do Brasil : 1970;
- Troféu ao Vencedor : 1970;
- Troféu com 1,5m de altura : 1971;
- Troféu Banco do Suriname : 1971;
- Troféu Independência : 1972;
- Troféu equipes de Hong Kong: 1972;
- Taça Miller High : 1973;
- Troféu Prefeitura de Conceição do Coité : 1975;
- Troféu Revista Placar : 1975;
- Troféu Almirante Vasco da Gama : 1975;
- Troféu 47º aniversário do IBGE (Santos B) : 1976;
- Troféu em homenagem ao Santos (Santos B) : 1978 e 2000;
- Troféu Governador Elmo Serejo Farias : 1978;
- Troféu Arnaldo de Oliveira Papa (Santos B) : 1981;
- Troféu dos Campeões : 1984;
- Taça Presidente Tancredo Neves : 1985;
- Troféu Diário dos Campos : 1988;
- Troféu Carlos Eduardo Peirão de Castro : 1989;
- Troféu Fosham Cup : 1989;
- Troféu Ânfora Inclinada : 1990;
- Troféu Internacional da Amizade (Santos e Shimizu) : 1992;
- Troféu The Football Association of Shizuoka (Santos B) : 1993;
- Troféu Comemorativo do Aniversário de Hortolândia : 1994;
- Troféu Rei Pelé : 1995;
- Troféu Prefeito Hélio Bastos : 1995;
- Troféu Amizade : 1998;
- Troféu ACESAN : 2001;
- Troféu 100 anos da Vila Belmiro : 2016;
- Medalha do Mérito Desportivo Militar : 2016;[6]

### Títulos honoríficos
- Maior Clube das Américas do Século XX da FIFA: 2000;
- Fita Azul do Futebol Brasileiro : 1972;
- Taça dos Invictos: 1956 e 1984;
- Troféu Osmar Santos : 2004;
- Troféu João Saldanha : 2004;
- Troféu Visa-Eletro : 2002;
- Troféu Samsung Fair Play : 2011;

### Categorias de base
- Copa da Amizade Brasil-Japão Sub-15 (Copa Zico) : 2016;[7]
- Torneio Internacional de Durban : 2014;
- Torneio Cidade de Turim (Sub-20) : 2007, 2008;
- Copa São Paulo de Futebol Júnior : 1984, 2013 e 2014;
- Copa do Brasil de Futebol Sub-20 : 2013;
- Copa do Brasil de Futebol Sub-15 : 2011;
- Porto Seguro Cup : 2008;[8]
- Gyeongju International Youth sub- 12 : 2017;
- Supercopa Eurofarma de Futebol Júnior[9] : 2010;
- Paulista Cup Sub-14 : 2016;[10]
- Campeonato Paulista Sub-20 : 1979, 2007, 2008, 2012 e 2022;
- Campeonato Paulista Sub-17 : 1994, 2001, 2004, 2010, 2014 e 2024.
- Campeonato Paulista Sub-15 : 2009;
- Campeonato Paulista Sub-13 : 2006, 2008, 2009, 2010, 2014 e 2015;
- Campeonato Paulista Sub-11 : 2011,  2012, 2013 e 2019;

### Futebol Feminino
| CONTINENTAIS   | CONTINENTAIS                      | CONTINENTAIS | CONTINENTAIS                               |
|                | Competição                        | Títulos      | Temporadas                                 |
| -------------- | --------------------------------- | ------------ | ------------------------------------------ |
|                | Copa Libertadores                 | 2            | 2009 e 2010                                |
|                | Copa Mercosul                     | 1            | 2006                                       |
| INTERNACIONAIS |                                   |              |                                            |
|                | Competição                        | Títulos      | Temporadas                                 |
| Brasil         | Torneio Internacional Interclubes | 1            | 2011                                       |
| NACIONAIS      |                                   |              |                                            |
|                | Competição                        | Títulos      | Temporadas                                 |
|                | Campeonato Brasileiro             | 1            | 2017                                       |
|                | Copa do Brasil                    | 2            | 2008 e 2009                                |
|                | Liga Nacional                     | 1            | 2007                                       |
| ESTADUAIS      |                                   |              |                                            |
|                | Competição                        | Títulos      | Temporadas                                 |
|                | Campeonato Paulista               | 4            | 2007, 2010, 2011 e 2018                    |
|                | Copa Paulista                     | 2            | 2020 2024                                  |
| São Paulo      | Liga Paulista                     | 1            | 2009[carece de fontes?]                    |
| REGIONAIS      |                                   |              |                                            |
|                | Competição                        | Títulos      | Temporadas                                 |
| São Paulo      | Jogos Regionais                   | 4            | 2006, 2007, 2008 e 2011[carece de fontes?] |
| São Paulo      | Jogos Abertos do Interior         | 4            | 2000, 2002, 2010 e 2011[carece de fontes?] |

Categorias de base
- Campeonato Paulista Sub-17: 2020

## Outras modalidades

### eSports
- e-Brasileirão[17]: 2016[18]
- Logitech G Challenge de League of Legends: 2018

### Futebol de Mesa
- Campeão Brasileiro Individual Masters: 2002
- Campeão da Copa do Brasil Individual: 2007
- Campeão da Taça Interestadual: 2003
- Campeão Paulista de Equipes: 2006

### Futebol 7
- Campeonato Mundial de Clubes de Futebol 7: 2017.[19]
- Circuito Brasileiro: 2016[20]

### Futevôlei
- Sul-Americano de Times: 2015 e 2016[21]

### Futsal
| NACIONAIS             | NACIONAIS     | NACIONAIS    | NACIONAIS  |
|                       | Competição    | Títulos      | Temporadas |
| --------------------- | ------------- | ------------ | ---------- |
|                       | Liga Futsal   | 1            | 2011       |
| INTERESTADUAIS        |               |              |            |
|                       | Competição    | Títulos      | Temporadas |
|                       | Copa Gramado  | 1            | 2011       |
| CAMPANHAS DE DESTAQUE |               |              |            |
|                       | Competição    | Campanha     | Temporadas |
|                       | Liga Paulista | Vice-campeão | 2011       |

Títulos de base 
- World Futsal Cup VI (Sub-08): 2016, 2017[24]
- Super Copa América (Sub-08): 2017, 2018, 2019
- 1 Copa BR Guarapari / Espírito Santo;
- 2 Campeonatos Dallas Cup – EUA
- 3 Campeonatos Metropolitanos;
- 16 Torneio Regional;
- 6 Copas Abertas;
- Copa Expresso (Sub-15): 2015[25]
- 5 Campeonato Paulista;

### Goalball
- Campeonato Brasileiro: 2016[26]
- 5 Campeonatos Paulistas;[26]
- Campeonato Regional Sudeste II (equipe feminina): 2015[27]

### Judô
- Jogos Pan-Americanos de 2011 (Leandro Guilheiro e Bruno Mendonça)
- Jogos Pan-Americanos de 2007 (Danielle Zangrando)
- Jogos Mundiais Militares de 2011 (Leandro Guilheiro)
- Jogos Sul-Americanos de 2010 (Andressa Fernandes)
- Campeonato Pan-Americano de Judô de 2011 (Leandro Guilheiro)
- Campeonato Pan-Americano de Judô de 2009 (Leandro Guilheiro)
- Campeonato Mundial Júnior de Judô de 2002 (Leandro Guilheiro)
- Jogos Pan-Americanos de 2007 (Leandro Guilheiro)
- Campeonato Mundial de Judô de 2010 (Leandro Guilheiro)
- Jogos Sul-Americanos de 2006 (Andressa Fernandes)
- Jogos Sul-Americanos de 2002 (Andressa Fernandes)
- Jogos Olímpicos de Verão de 2008 (Leandro Guilheiro)
- Jogos Olímpicos de Verão de 2004 (Leandro Guilheiro)
- Jogos Pan-Americanos de 2011 (Maria Suellen Altheman)
- Campeonato Mundial de Judô de 2011 (Leandro Guilheiro)
- Campeonato Mundial de Judô de 1995 (Danielle Zangrando)
- Copa do Mundo do Uzbequistão 2011 (Maria Suellen Altheman)

### Karatê
- Troféu Internacional de Natal: 1996 (Paulo Bartolo)
- IV Annual Invitational Champions Miami, Flórida: 1998 (Paulo Bartolo)

### Powerlifting
- Campeonato Paulista de Powerlifting: 2021 (André Leal Madeira, Eduardo Arenas, Marcos Diabo, Serafim Rocha Lima Filho)[28]

### Showbol
- Campeonato Brasileiro: 2008
- Torneio Rio-São Paulo: 2008
- Campeonato Paulista: 2012

### Skate
- Circuito Mundial de Street Skate: 2011, 2012 e 2013 (Kelvin Hoefler)
- 3 Etapas do Campeonato Brasileiro de Skate Street: 2013 (Kelvin Hoefler)

### Surf
- Vans US Open (Prime – US): 2013 (Alejo Muniz)
- Hang Loose Pro (PRIME – Fernando de Noronha): 2011 (Alejo Muniz)
- Quicksilver Pro Saquarema: 2015 (Alex Ribeiro)

### Taekwondo
- Jogos Pan-Americanos de 1991 (Fábio Goulart)
- Campeonato Pan-Americano de Taekwondo de 1990 (Fábio Goulart)

### Tênis de Mesa
- Jogos Pan-Americanos de 2011 (Gustavo Tsuboi)
- Jogos Pan-Americanos de 2007 (Gustavo Tsuboi)
- Campeonato Latino-Americano de 2006 (Lígia Silva)
- Jogos Pan-Americanos de 2003 (Gustavo Tsuboi)
- Campeonato Brasileiro de Tênis de Mesa: 2003, 2004, 2007 e 2008
- Campeonato Paulista de Tênis de Mesa.
- Copa Sul-Sudeste de Tenis de Mesa: 2012
- Jogos Abertos do Interior.

### Voleibol
Voleibol masculino
| INTERNACIONAIS | INTERNACIONAIS                   | INTERNACIONAIS | INTERNACIONAIS    |
|                | Competição                       | Títulos        | Temporadas        |
| -------------- | -------------------------------- | -------------- | ----------------- |
|                | Campeonato Sul-Americano         | 1              | 1968              |
| Portugal       | Torneio Quadrangular de Portugal | 1              | 1968              |
| NACIONAIS      |                                  |                |                   |
|                | Competição                       | Títulos        | Temporadas        |
| Brasil         | Superliga Brasileira             | 1              | 1967/1968         |
| Brasil         | IV Campeonato de Clubes Campeões | 1              | 1968              |
| INTERESTADUAIS |                                  |                |                   |
|                | Competição                       | Títulos        | Temporadas        |
|                | Torneio Interestadual            | 1              | 1968              |
| ESTADUAIS      |                                  |                |                   |
|                | Competição                       | Títulos        | Temporadas        |
| São Paulo      | Campeonato Paulista              | 3              | 1968, 1969 e 1970 |

- Torneio Início de Santos: 1968
- Jogos de Verão da FPV: 1968
- Campeonato do Interior Paulista: 1968
- Trofeu Plínio Galberg Júnior: 1968
- Torneio de 55 anos da A.E. São José: 1968

Voleibol feminino
- Torneio Início da Liga Santista: 1946
- Campeonato Santista: 1950, 1952, 1953, 1955, 1962, 1963 e 1981
- Troféu Bandeirantes: 1951, 1952, 1953, 1954, 1971, 1974, 1980 e 1982

Equipes juvenis do Santos
- Jogos da Juventude: 2012[31]
- Campeonato Paulista Infanto-Juvenil de Voleibol: 2011

## Galeria

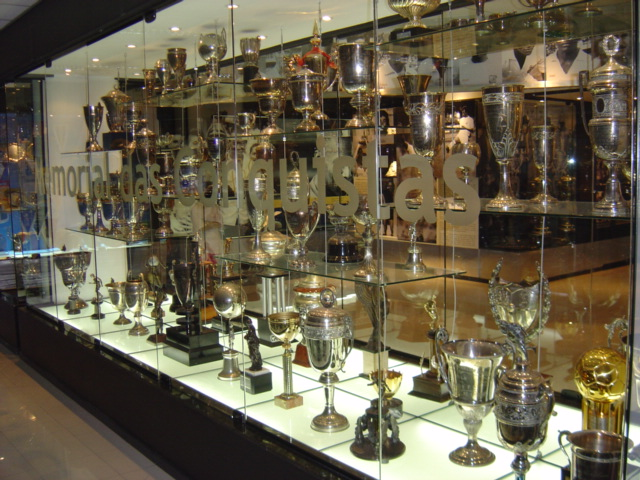
Troféus expostos no Memorial de Conquistas.
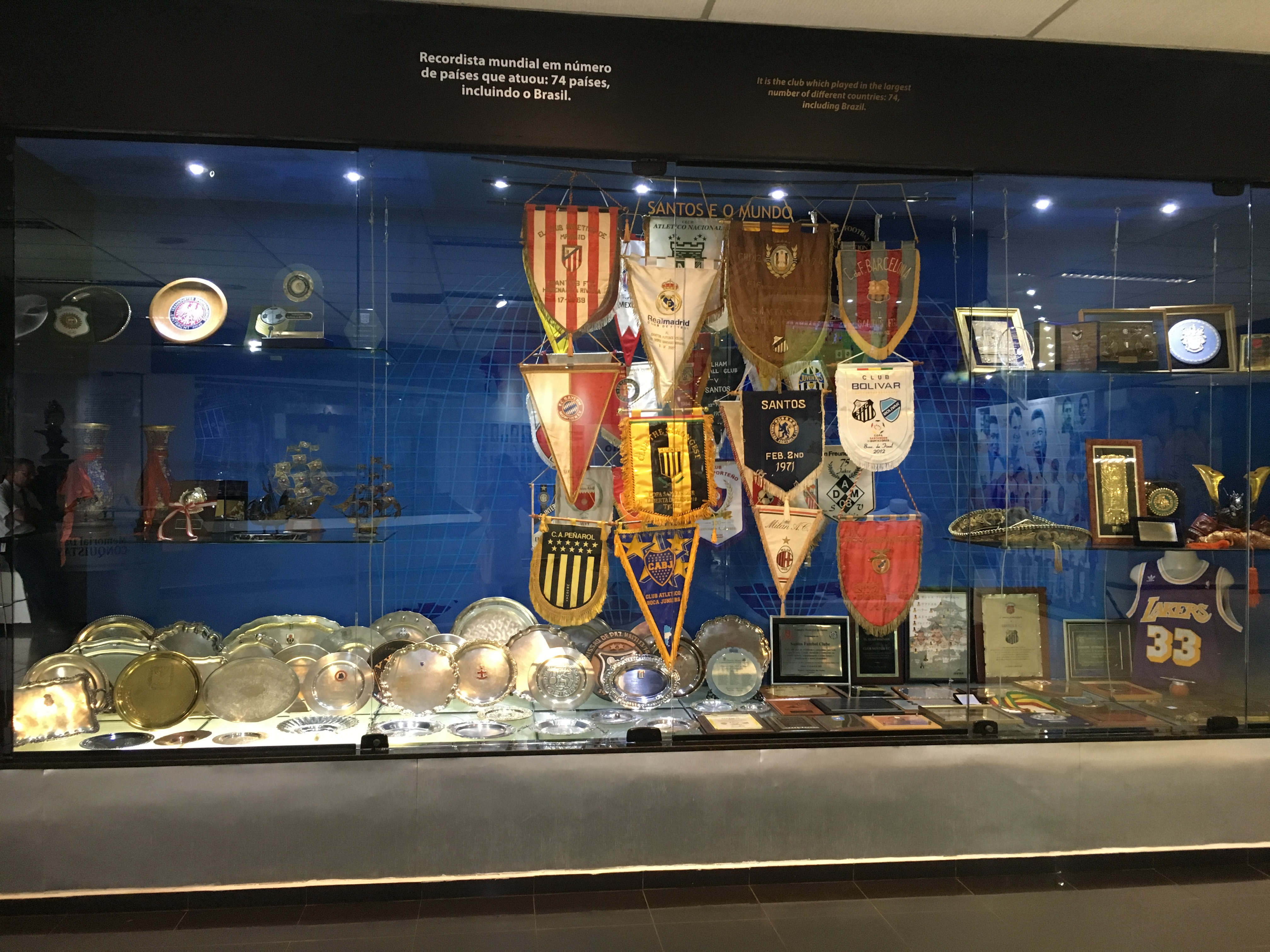
Flâmulas de adversários internacionais.
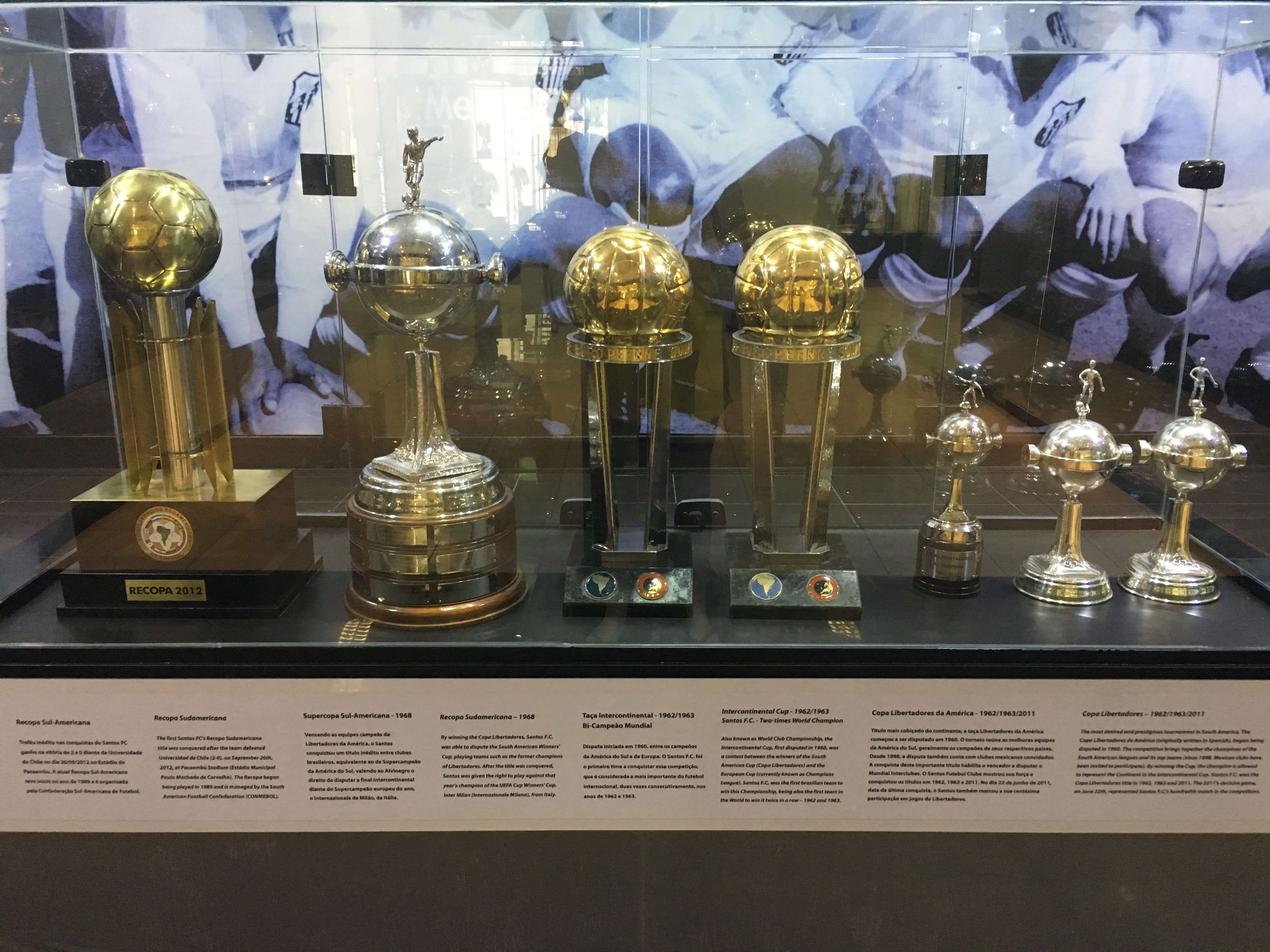
Troféus de competições internacionais oficiais.
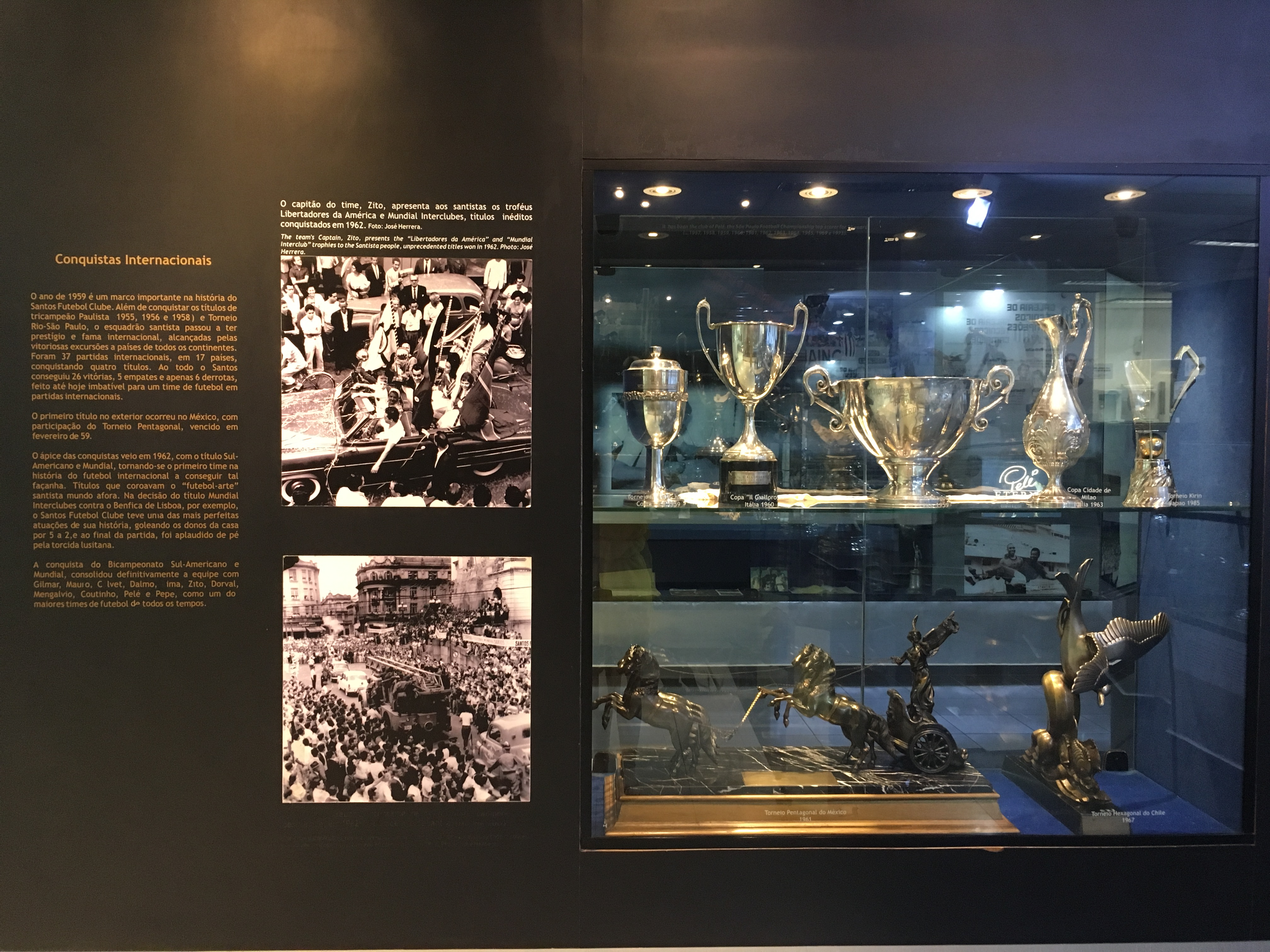
Troféus de competições internacionais amistosas.
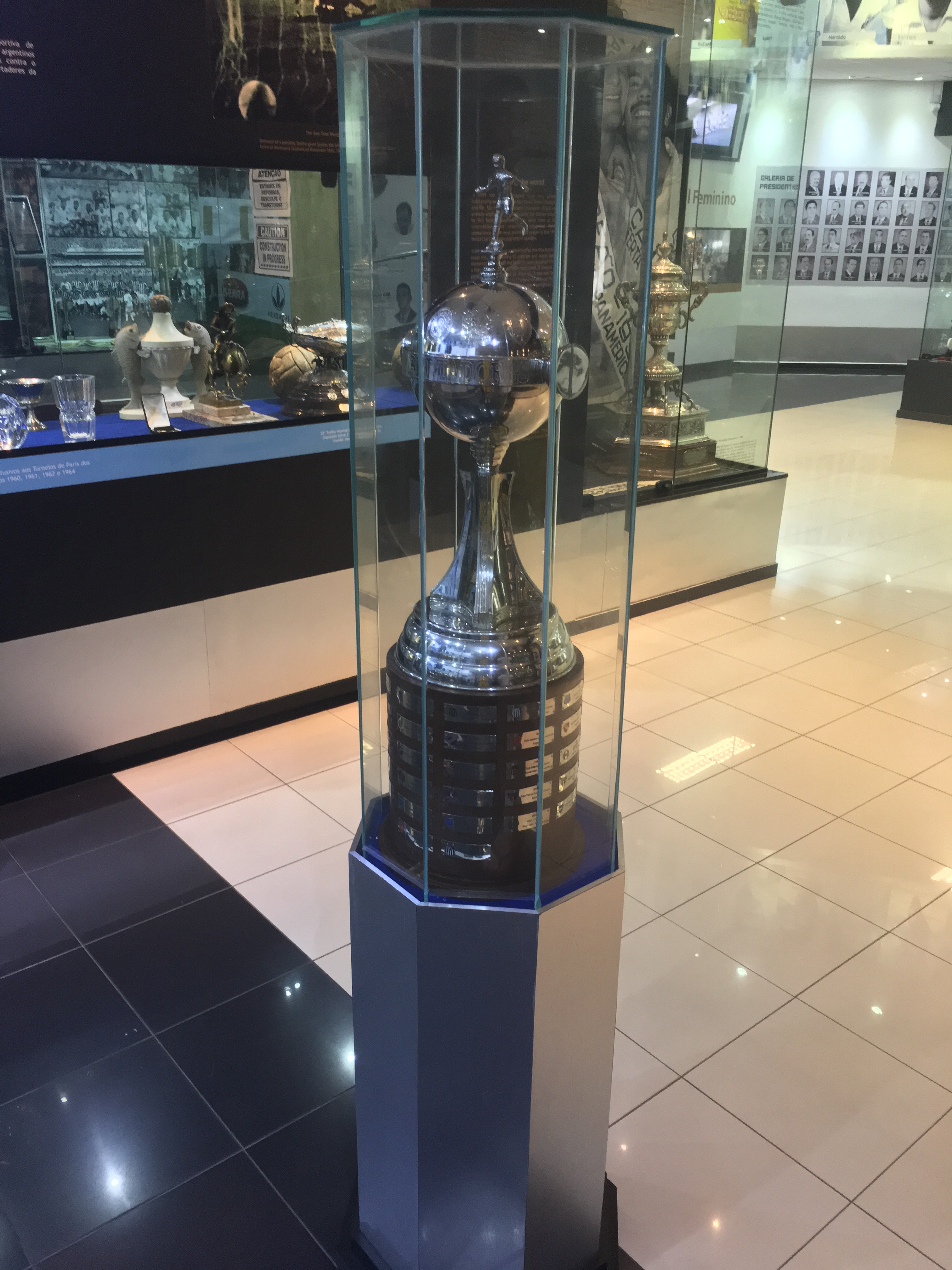
Copa Libertadores da América de 2011.
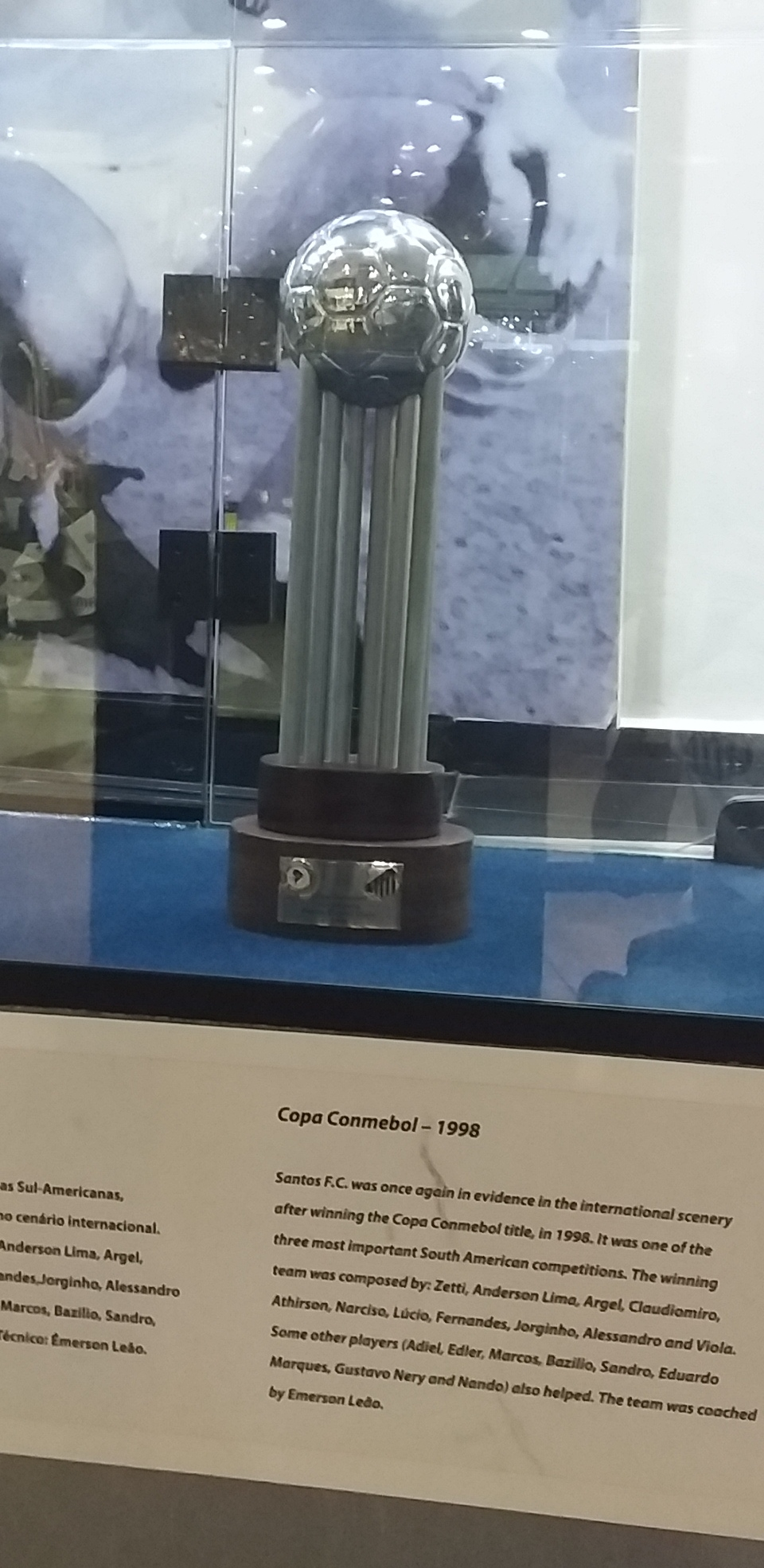
Copa Conmebol de 1998.
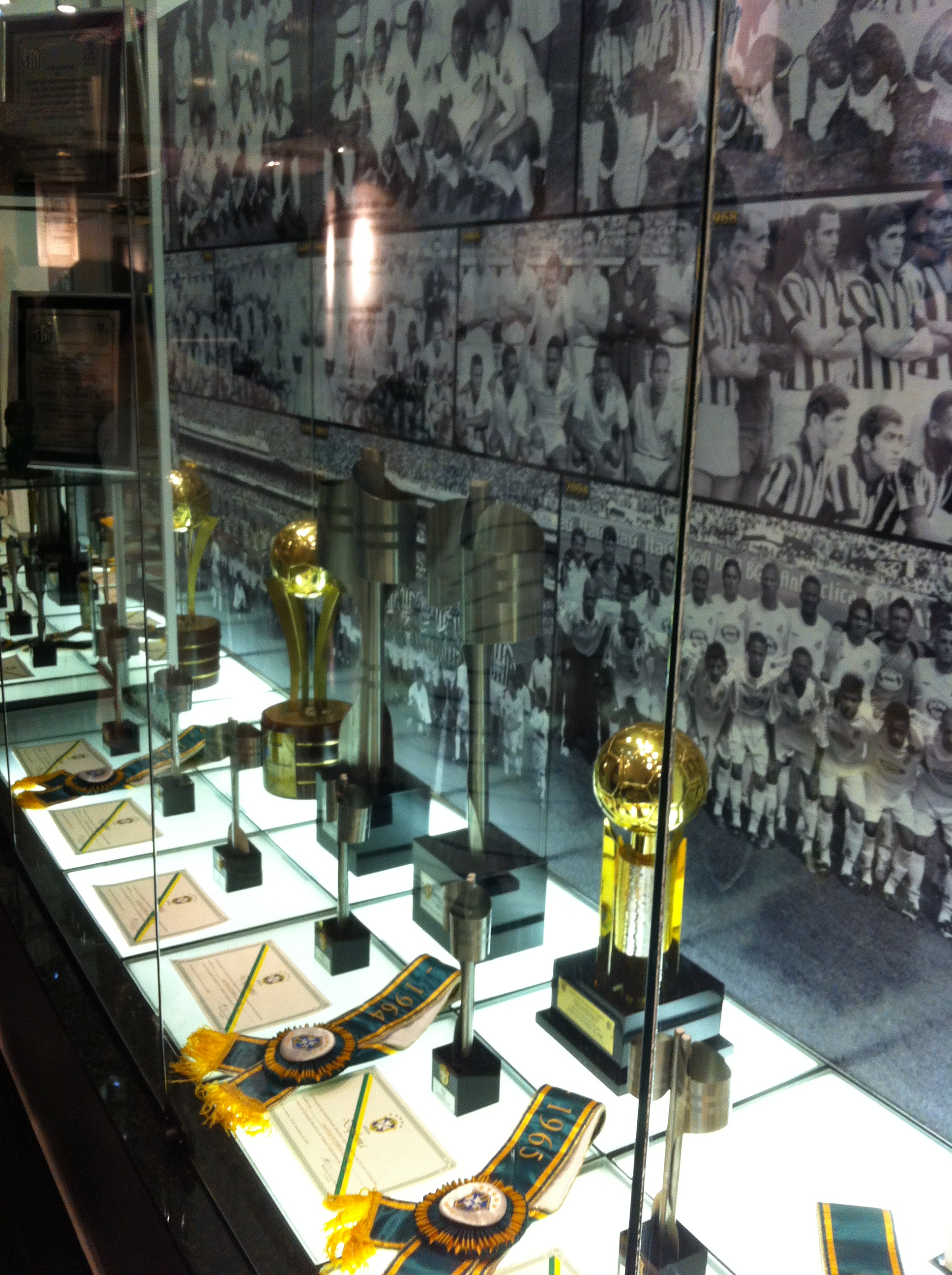
Taças conquistadas nos Campeonatos Brasileiros.
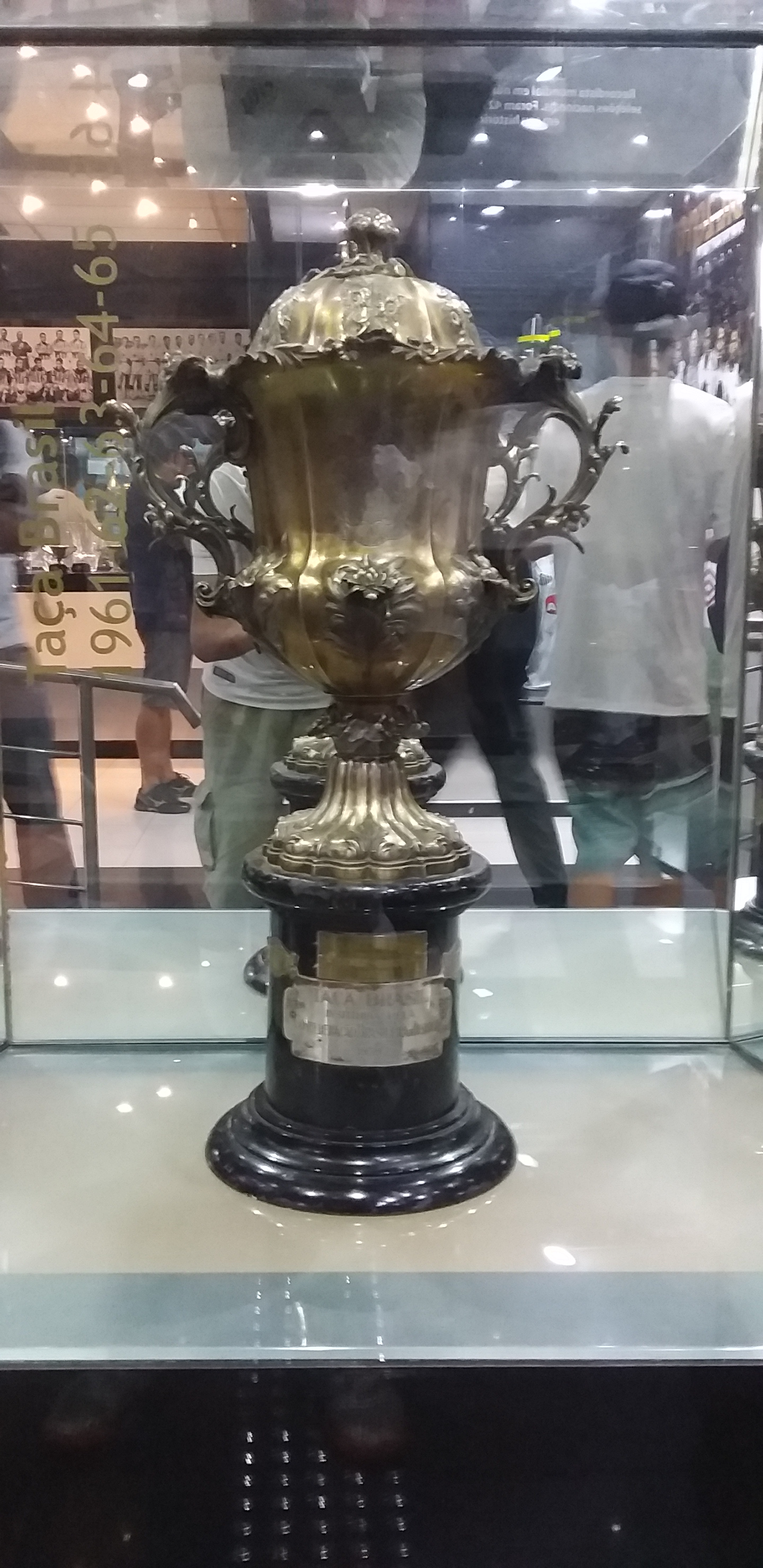
Taça Brasil conquistada em definitivo pelo Santos em 1965.
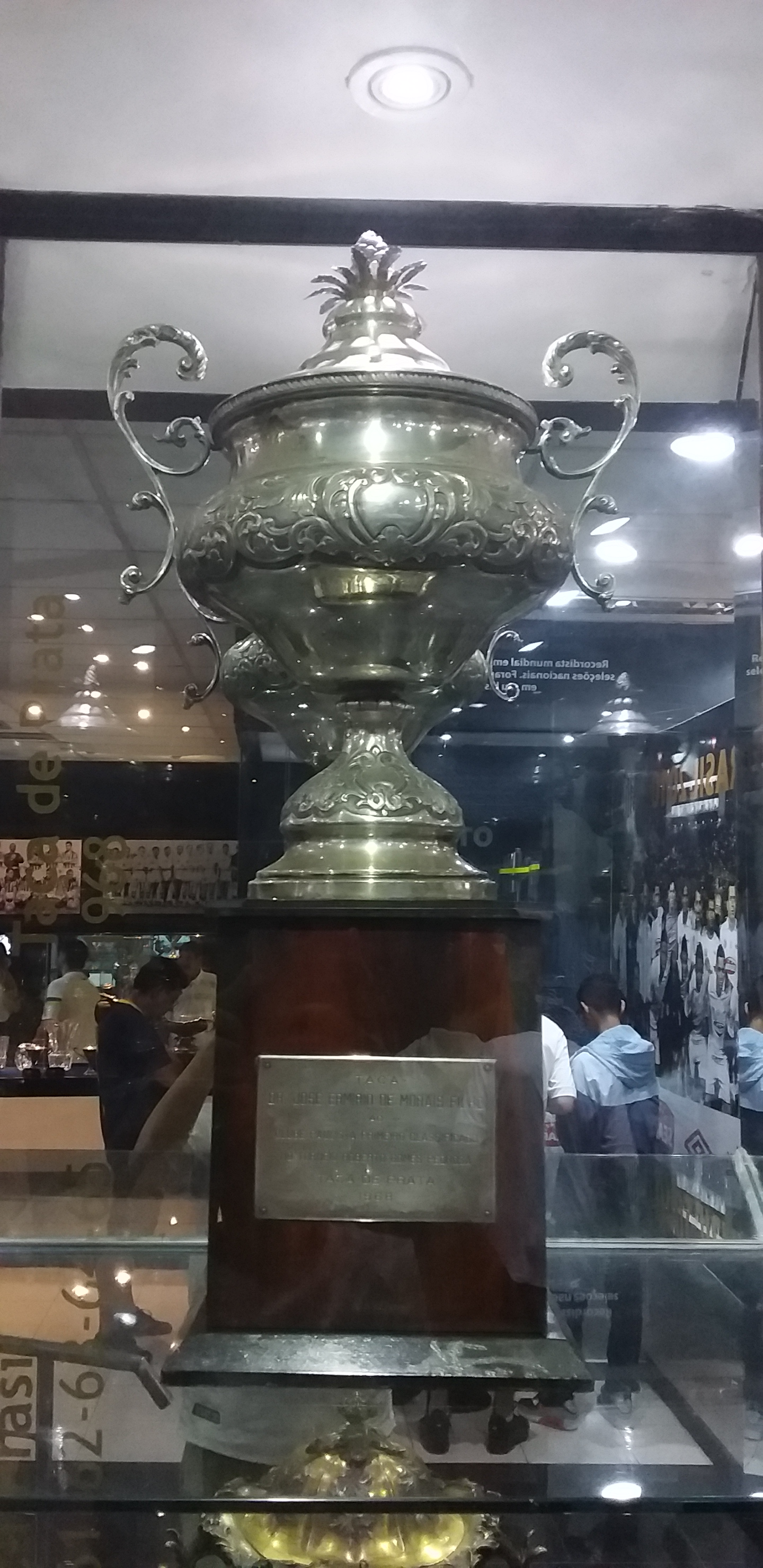
Taça de Prata de 1968.
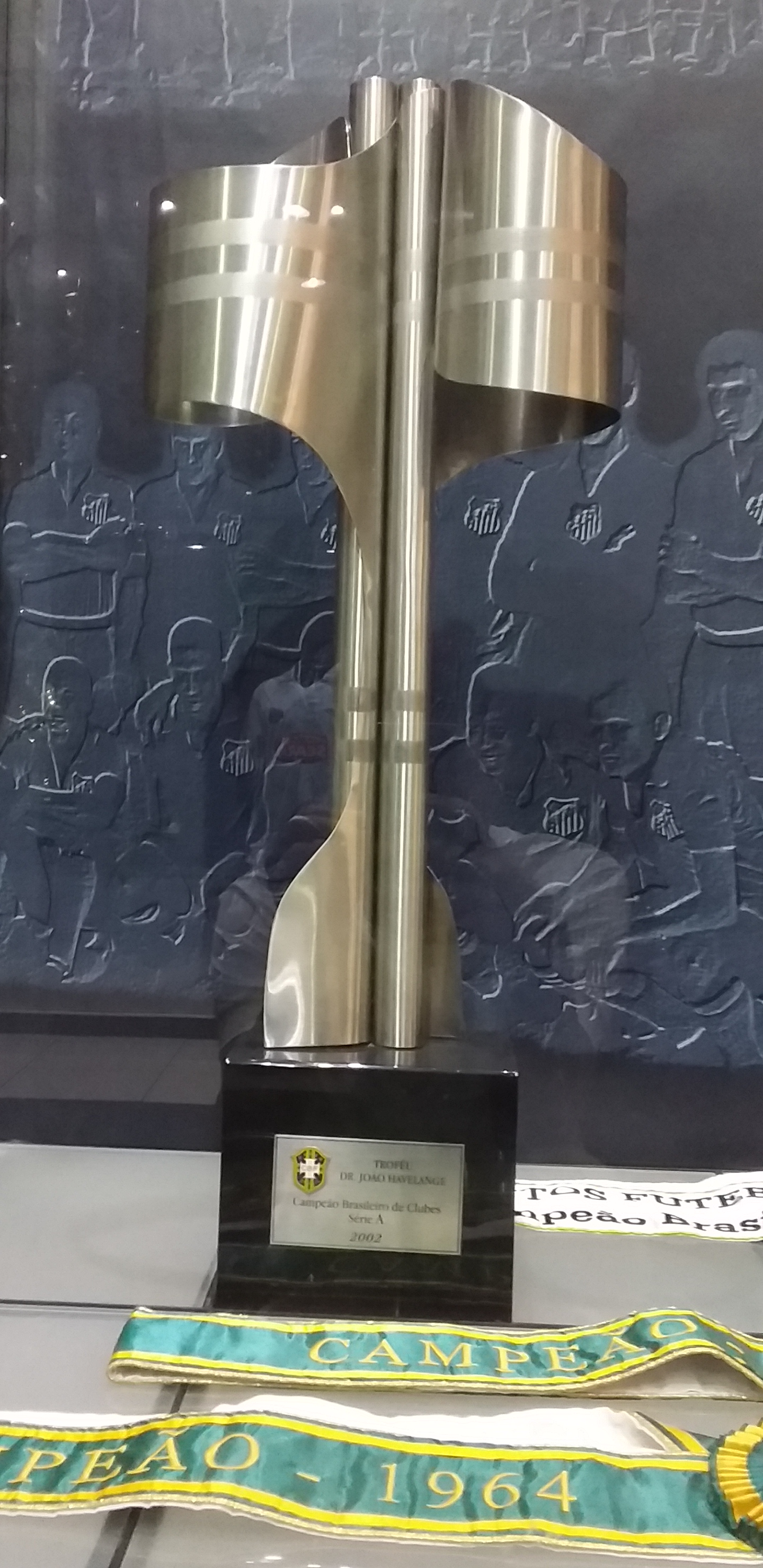
Campeonato Brasileiro de 2002.
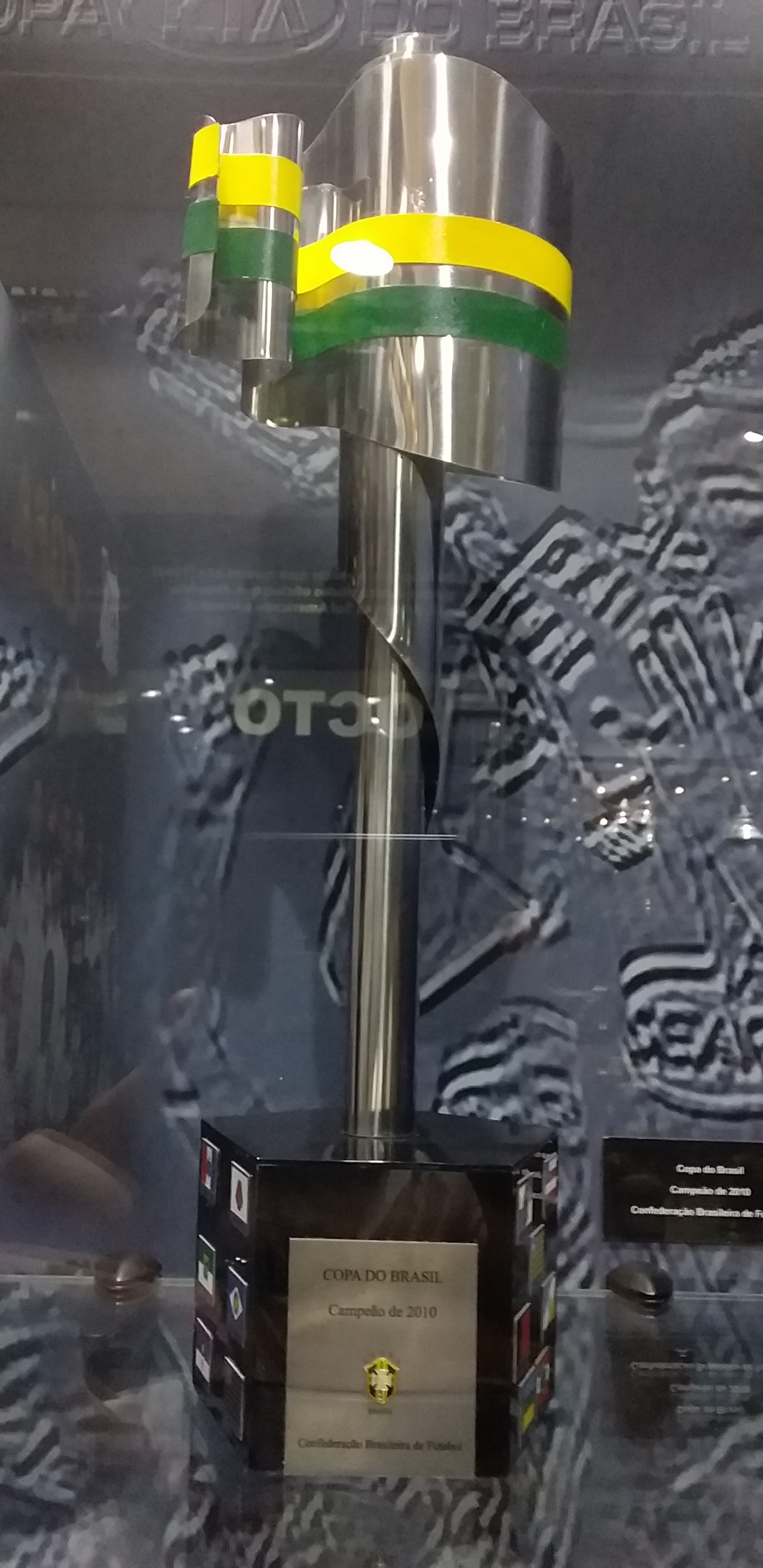
Copa do Brasil de 2010.
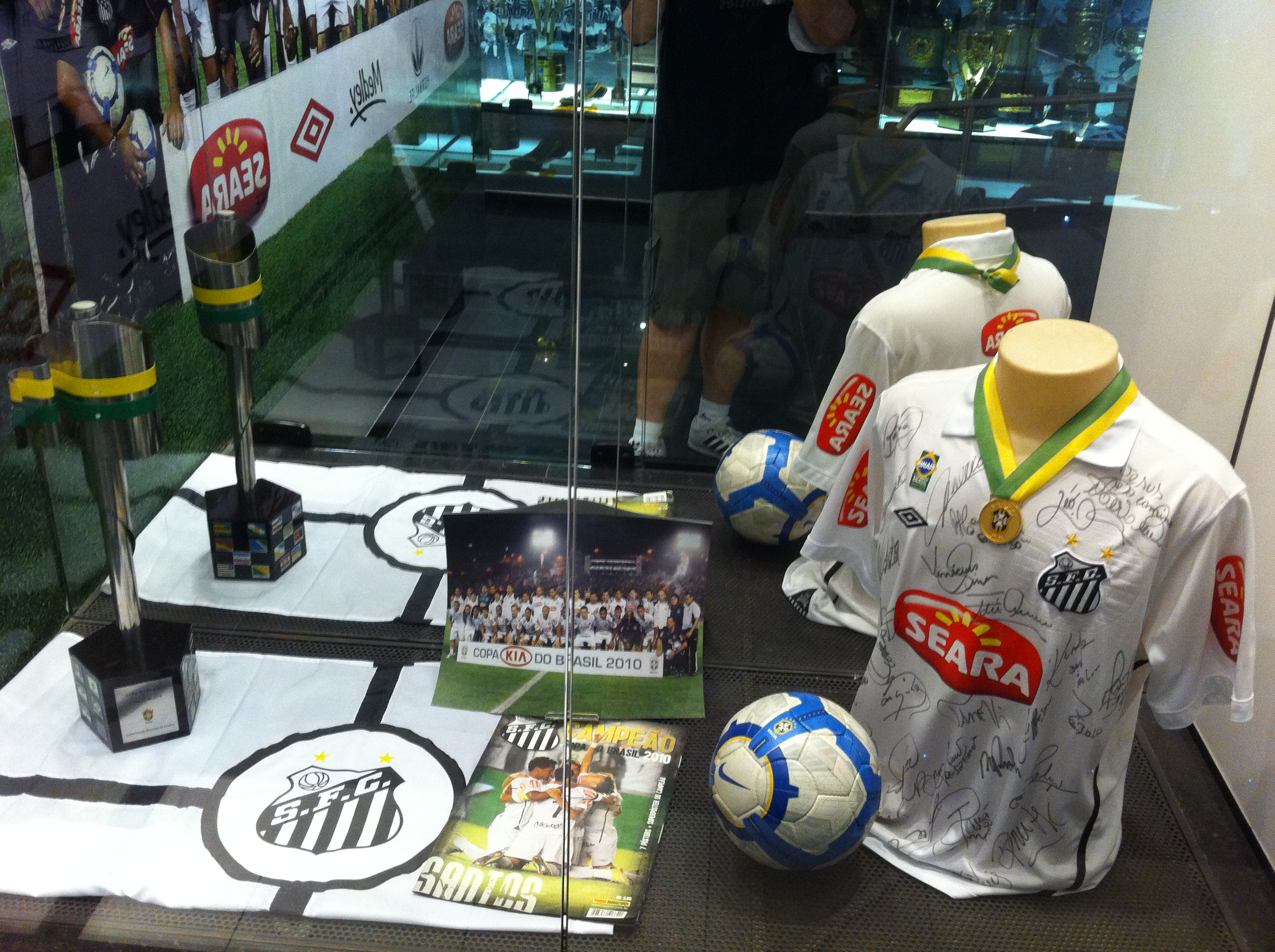
Taça e uniforme usado na conquista da Copa do Brasil de 2010.
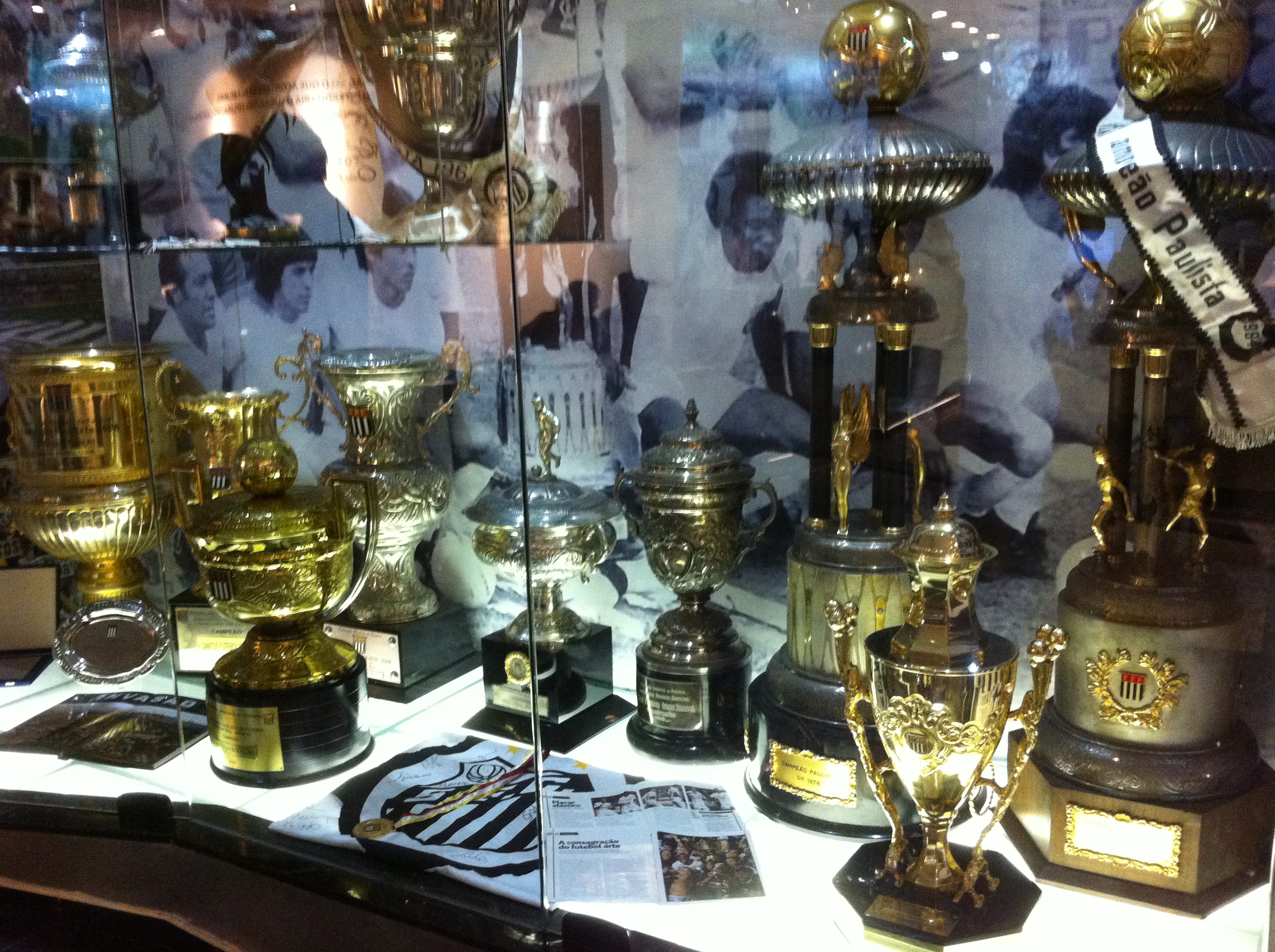
Taças conquistadas nos Campeonatos Paulistas.
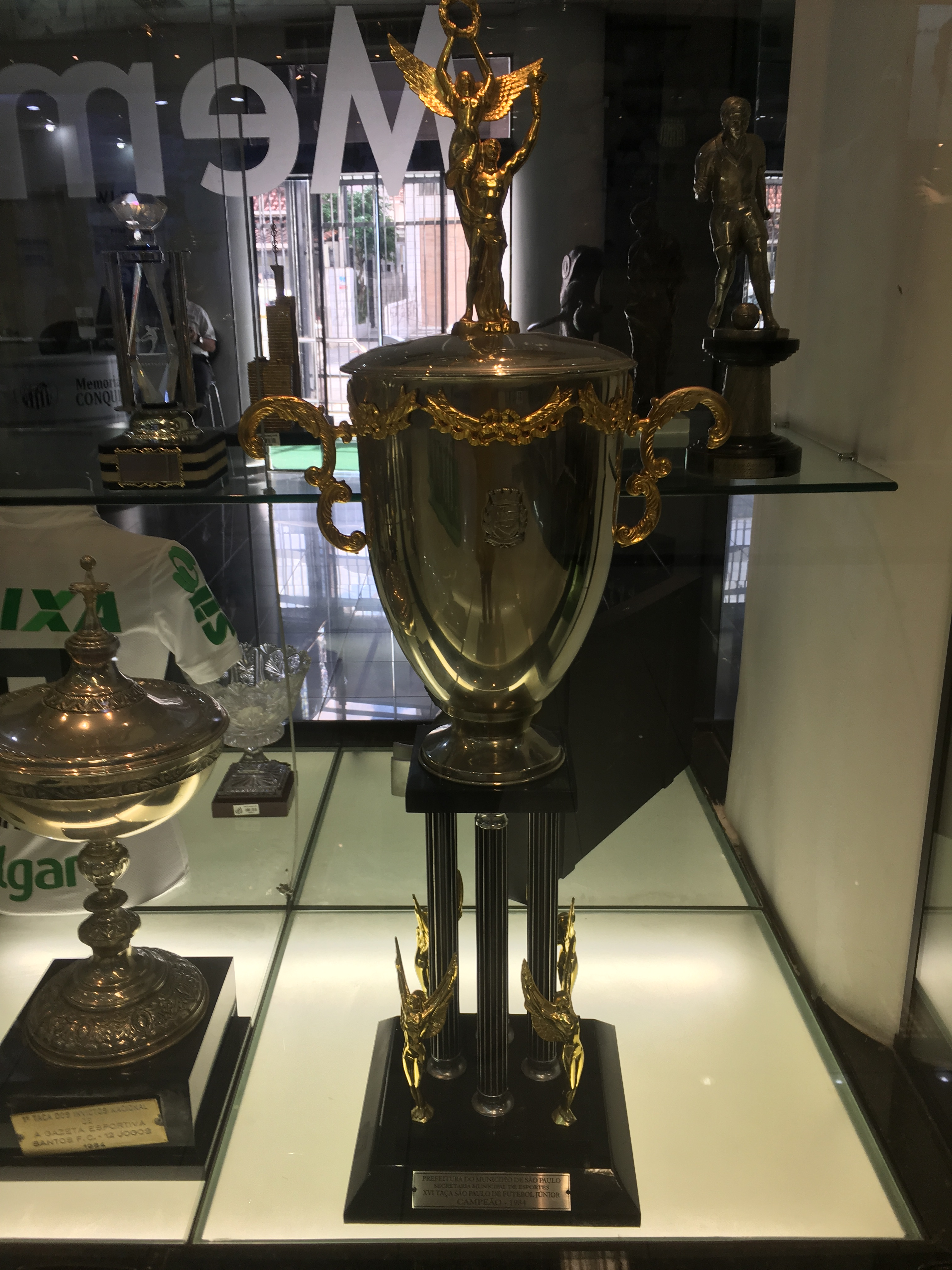
Taça da Copa São Paulo de Futebol Júnior de 1984.
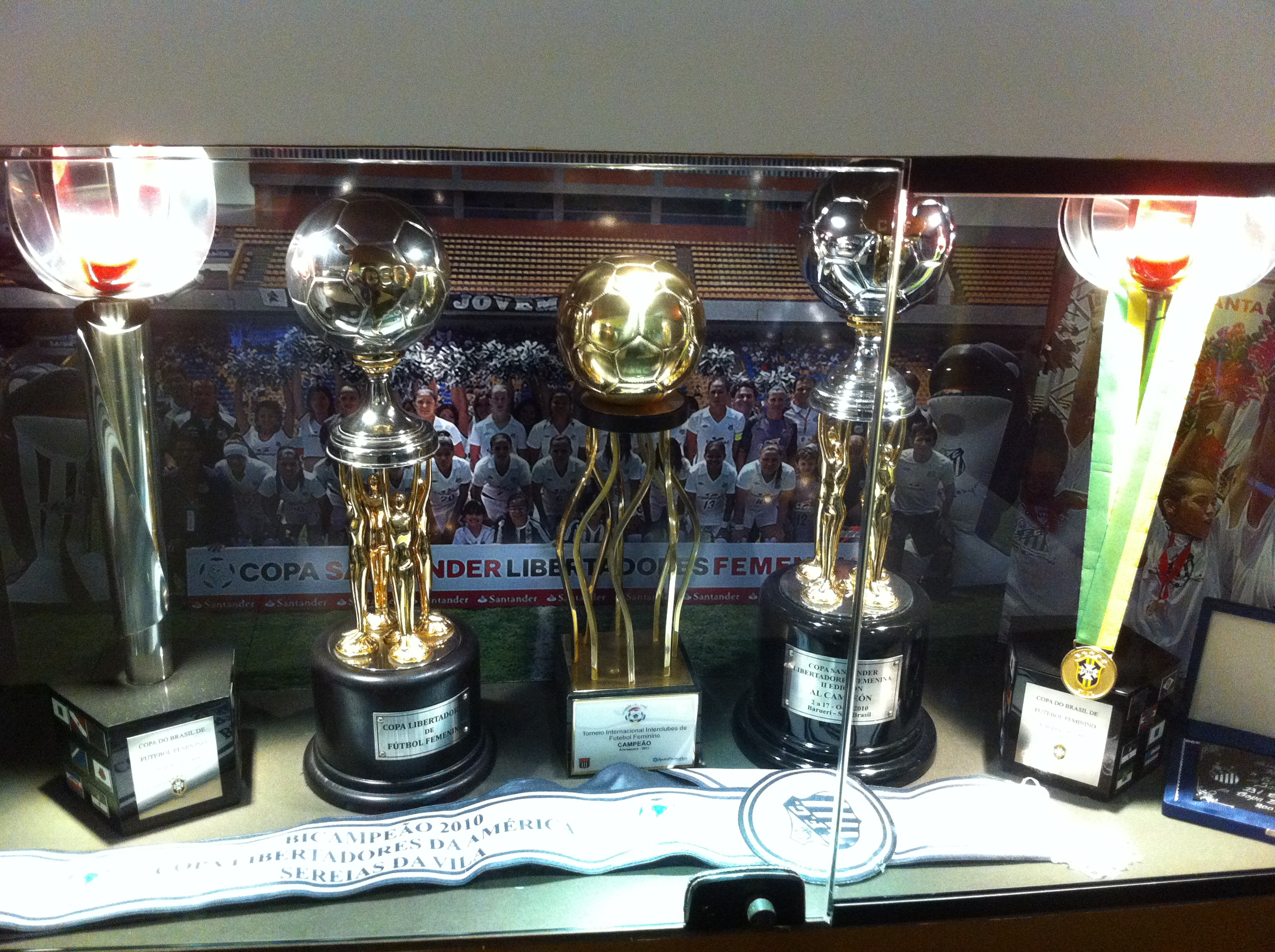
Taças conquistadas pelo time feminino.
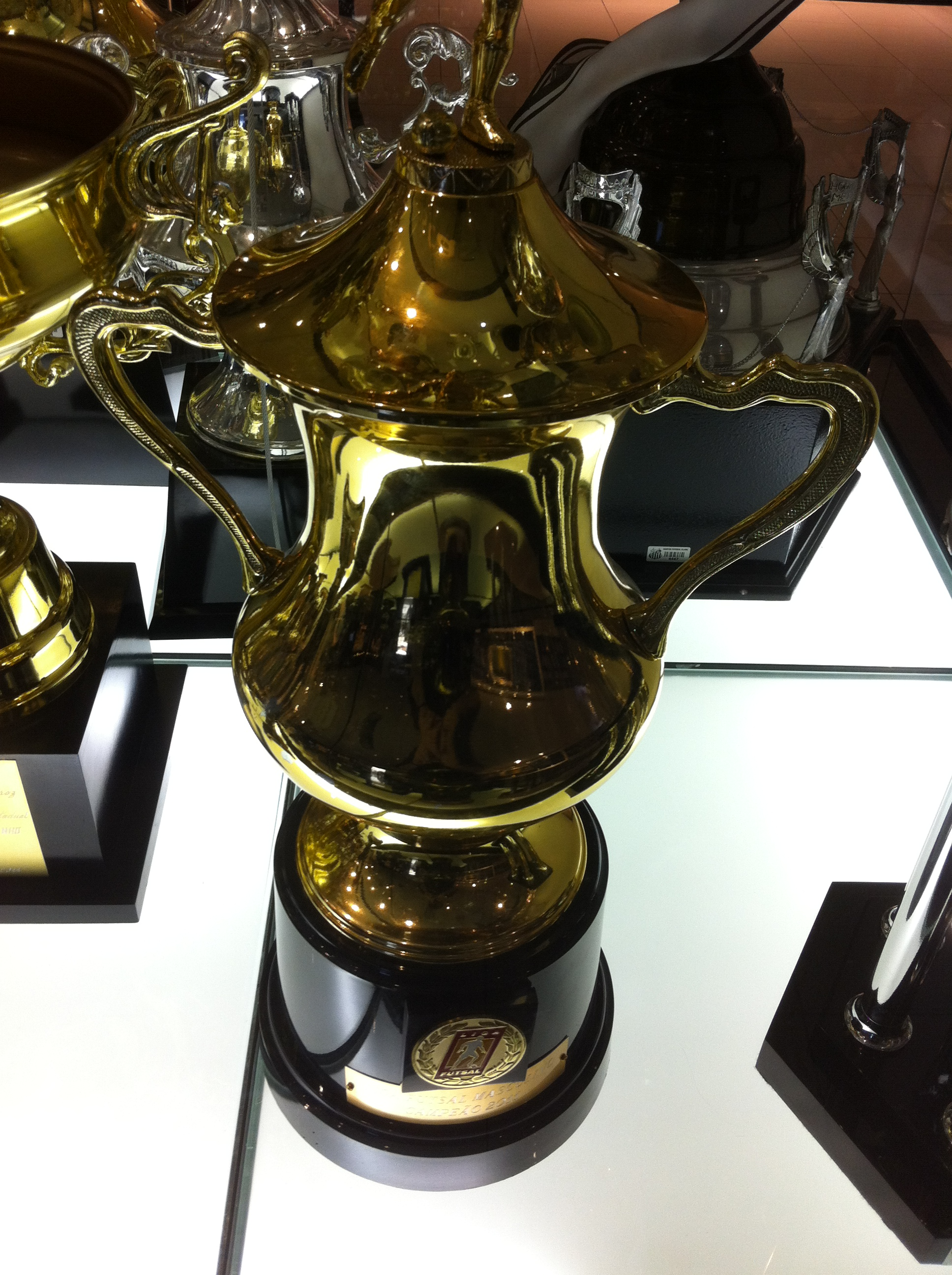
Taça da Liga Futsal de 2011.